# Uvit
Coöperatie UVIT U.A. was een Nederlandse verzekeringsmaatschappij en had haar hoofdkantoor in Arnhem. Uvit is op 1 januari 2007 ontstaan uit een fusie tussen VGZ, IZA (onderdeel van VGZ), Trias en Univé. De naam Uvit staat voor Univé, VGZ, IZA, Trias.
Uvit had circa 5 miljoen verzekerden, waarvan 4,2 miljoen een zorgverzekering hebben afgesloten. Hiermee was UVIT de op een na grootste zorgverzekeraar van Nederland, na Achmea (4,7 miljoen zorgverzekerden).
Op 31 december 2011 is UVIT gesplitst in twee afzonderlijke bedrijven Coöperatie VGZ UA (zorgverzekeringen) en Coöperatie Univé UA (schadeverzekeringen).